# Schronisko UWFiPW w Siankach
Schronisko UWFiPW w Siankach – nieistniejące obecnie schronisko turystyczne, położone w Siankach na wysokości 840 m n.p.m. w Bieszczadach.
Brak jest informacji o dokładnej dacie powstania schroniska, na pewno istniało w 1937 roku. Prowadzone było przez Okręgowy Urzędu Wychowania Fizycznego i Przysposobienia Wojskowego w Przemyślu. Oferowało 60 miejsc noclegowych w łóżkach.

## Szlaki turystyczne (1935)
- na Halicz (1333 m n.p.m.) przez Beniową i Kińczyk Bukowski (1251 m n.p.m.),
- na Halicz przez Opołonek (1028 m n.p.m.), przełęcz Żydowski Beskid (863 m n.p.m.), Stińską (1208 m n.p.m.) i Kińczyk Bukowski,
- do schroniska pod Pikujem przez Beskid Wielki (1012 m n.p.m.), Błyśce (1047 m n.p.m.), Kińczyk Hnylski (1115 m n.p.m.), Starostynę (1229 m n.p.m.) i Ruski Put (1311 m n.p.m.)